# جبعدين
جبعدين (بالسريانية: ܓܒܥܕܝܢ) قرية في ريف دمشق سوريا تتبع ناحية قرى مركز ومنطقة القطيفة، تحيط بها الجبال من كل صوب وتنتشر فيها بعض الآثار والكهوف التي تثبت أن الإنسان القديم سكنها وحفر منازله في صخور جبالها وتتميز أيضا بمحافظة أهلها على التحدث بالآرامية (لغة السيد المسيح) إحدى لغات سوريا القديمة.
يبلغ عدد سكانها 10,000 نسمة من المسلمين السنة، وتعتبر من القرى السياحية الهامة في جبال القلمون في سوريا التي تستهوي السياح والزوار لكونها واحدة من المصايف المميزة بجوها وطبيعتها الجميلة إضافة لأهميتها التاريخية.

## أصل التسمية
للتسمية أكثر من رواية أشهرها تقول أن أشخاصا متعبدين أقاموا في هذا المكان وسكنوا الكهوف والمغاور الصخرية على مقربة من عين الماء في وسط القرية والتي كانوا يدعونها (جب) فاشتهر المكان بهم وأخذ تسميته بـ (جب عابدين).
واسمها بالسريانية شكوكا أي شقوق.

## عبر التاريخ
سكنها الإنسان القديم البدائي في الكهوف والمغاور المحفورة في الصخور هي من صنع يدي ذلك الإنسان ولكن الأدوات التي كان يستخدمها فقدت وأتلفت بعبث العابثين دون إدراك لأهميتها الأثرية والتاريخية كما أنها تعتبر توأم بلدة معلولا وفيها نفس المعالم والخصائص التي تشير إلى ذلك فاللغة الآرامية والعادات والتقاليد والتاريخ والقدم والكهوف والمغاور هي العامل المشترك لتاريخ واحد موغل في القدم.

## الموقع والمعالم
تقع بلدة جبعدين على بعد 60 كم من الشمال الشرقي لمدينة دمشق في منطقة القلمون الأوسط وتتربع في أحضان جبل سنير خلف جدار صخري مرتفع بأحضانه وبين تلاله التي تحيط بها من كل صوب وتعتبر هذه التلال والجدار الصخري الحصن المنيع الذي يحميها من هجمات الأعداء والطامعين وتسهل الدفاع عنها وترتفع فوق سطح البحر 1500 م واكتشف فيها أديرة (دير في وسطها) ودير في شمالها يسمى دير العاصي وقد زالت معالمها بأيدي العابثين الذين لا خبرة لهم في القيمة الأثرية والتاريخية لهذه المعابد يضاف إلى ذلك عدم الرعاية والاهتمام من الجهات المسؤولة واكتشفت فيها مدافن أثرية تعود للعهد البيزنطي.
تمتاز جبعدين بمدخلها الوحيد ويطلق عليه اسم الفج وهو شرخ في الجدار الصخري بعرض عدة أمتار يبلغ طوله حوالي 200 متر وارتفاعه 50 - 60 متر تم توسيعه وتسويته يدوياً من مئات السنين، وعند بدء استعمال الآليات تمت توسعته في أوائل القرن العشرين، وتكررت هذه العملية عدة مرات كان آخرها في ثمانينات القرن الماضي ليستوعب دخول السيارات الكبيرة والبرادات الطويلة التي يمتلكها بعض السكان.